# ذوبل الكرمة
ذَوْبَل الكرمة هو نوع من الفطريات من جنس ذوبل في الفصيلة المسمارية الموجودة في أوروبا. وهو أحد مسببات الأمراض النباتية التي تصيب العنب.